# Carlo Maria Colombo
Carlo Maria Colombo (Milano, XIX secolo – Milano, XIX secolo) è stato un artista e artigiano italiano, specializzato come armaiolo.

## Biografia
Carlo Maria Colombo si distinse nella sua attività per la precisione tecnica e l'eleganza artistica delle sue armi da fuoco, che gli valsero molti riconoscimenti e premi, tra i quali quelli dell'Istituto lombardo di scienze e arti nel 1832, nel 1837 e nel 1845.
Al Museo Poldi-Pezzoli di Milano sono conservate ed esposte due pregevoli armi fabbricate da Colombo: un fucile da tiro ad una canna ed una doppietta da caccia con le casse magistralmente scolpite ed i fornimenti finemente incisi.
A Sant'Angelo Lodigiano, presso il Museo Morando Bolognini è conservato uno spadino datato 1850 circa.
Lo spadino si caratterizzò per la testa di aquila dal lungo becco, per l'impugnatura rettangolare con al centro inserito uno scudo con le lettere F.G.I., guardia antropomorfa con cariatide alata, difesa a pelta ribassata con profilo inciso a toccature e terminante in due cespi acantacei, al centro due fori per le viti che dovevano sostenere una decorazione ora perduta.